# Annamaria Serturini
Annamaria Serturini, née le 13 mai 1998 à Alzano Lombardo, est une footballeuse internationale italienne qui joue au poste de milieu de terrain à l'Inter Milan.

## Carrière

### Club
Serturini a joué pour Brescia, Pink Sport Time, l'AS Rome  et joue actuellement pour l'Inter Milan .

### Carrière internationale
Serturini est sélectionnée en équipe nationale en 2015 et a disputé le Tournoi de Chypre en 2019. Elle est retenue pour faire partie de l'équipe de la Coupe du monde 2019. Elle est la plus jeune membre de l'équipe italienne de la Coupe du monde féminine 2019.

## Palmarès
- Championnat d'Italie : 
  - Champion : 2016, 2023.
- Coupe d'Italie : 
  - Vainqueur : 2015, 2016, 2021.
- Supercoupe d'Italie : 
  - Vainqueur : 2015, 2016, 2022.